# A Touch of Fever
A Touch of Fever (二十才の微熱 Hatachi no Binetsu?), también conocida como Slight Fever of a 20-Year-Old, es una película japonesa estrenada el 23 de junio de 1993. Fue dirigida y escrita por Ryōsuke Hashiguchi, producida por Akira Ishigaki y protagonizada por Yoshihiko Hakamada, Masashi Endō y Reiko Kataoka.
A Touch of Fever fue filmada como una película de 16 mm, componiéndose de un presupuesto pequeño; los actores y el director no recibieron pago. Fue galardonada con una beca del Pia Film Festival (dicha beca apoya la producción de una película para su estreno teatral cada año). Posteriormente fue proyectada en el Festival Internacional de Cine de Berlín.

## Argumento
Tatsuru Shimamori (Yoshihiko Hakamada) es un estudiante universitario de veinte años dedicado a la prostitución, que ha aprendido a mantener a raya sus sentimientos y emociones para poder realizar su trabajo sin que este afecte su vida personal. Shin'ichirō Miyajima (Masashi Endō) es un estudiante de secundaria también dedicado a la prostitución, un trabajo que aborrece, y del cual se ve incapaz de desconectar. Cuando Tatsuru y Shin'ichirō se conocen forjan una gran amistad y posteriormente comienzan a vivir juntos, luego de que Shin'ichirō abandonase el hogar familiar tras una discusión con sus padres con respecto a su sexualidad y trabajo. Shin'ichirō ha estado enamorado de Tatsuru desde que le conoció; el tiempo que pasan juntos empuja al último a enamorarse aún más del primero. Sin embargo, el miedo a ser rechazado y  de resquebrajar una ilusión más, harán que Shin'ichirō se muestre reacio a admitir sus sentimientos por Tatsuru, aun cuando la oportunidad para ello se presenta.

## Reparto
- Yoshihiko Hakamada como Tatsuru Shimamori
- Masashi Endō como Shin'ichirō Miyajima
- Reiko Kataoka como Yoriko Suzuki
- Sumiyo Yamada como Atsumi
- Kōji Satō como Master
- Bunmei Harada como Kawakubo
- Kōta Kusano como Takashi
- Yōichi Kawaguchi como Ōta
- Hiroshi Okōchi como Cliente
- Tarō Ishida como Padre de Yoriko
- Wakaba Irie como Madre de Yoriko

## Recepción
En el sitio web Rotten Tomatoes, la película amasó una puntuación de 63% basada en 365 opiniones de la audiencia. A Touch of Fever fue un éxito comercial inesperado en el conservador Japón.